# Medalha Aberconway
A Medalha Aberconway é uma recompensa científica concedida pela Sociedade Geológica de Londres, anteriormente concedida pela "Instituição de Geólogos". Com a fusão da Instuição com a Sociedade em 1990, a concessão passou a ser bianual.
Foi nomeada em homenagem ao horticultor e industrial britânico Charles Mclaren, 3º Barão de Aberconway (1913-2003).
A primeira medalha Aberconway foi concedida em 1980.

## Laureados

### Concedidas pela Instituição de Geólogos
- 1980 Dan Ion
- 1981 Peter Gaffney
- 1982 David Burdon
- 1983 Wallace Pitcher
- 1984 Bob Cummings
- 1985 Douglas Bassett
- 1986 Sir Kingsley Dunham
- 1987 Rick Brassington
- 1988 Richard Fox
- 1989 Sir John Knill
- 1990 John Lloyd
- 1991 Chris Wilson

### Concedidas pela Sociedade
- 1992 Stephen Henley
- 1994 Malcolm Butler
- 1996 Richard Hubbard
- 1998 David Savage
- 2000 Jonathan Gluyas
- 2002 Andrew Mackenzie
- 2004 Jeremy Giles
- 2006 Robert Holdsworth